# Université de Bourgogne
Université de Bourgogne je veřejná univerzita se sídlem v Dijonu ve Francii.
Humanitní a vědní obory působí v hlavním kampusu, obory právo, medicína a literatura v samostatných budovách.
Je to jediná univerzita v Burgundsku. V roce 1806 z ní Napoleon učinil jedno z center právního vzdělávání ve Francii. Dnes[kdy?] je to univerzita s 27 000 studenty, rozdělená mezi Dijon a pět dalších měst v Burgundsku (Chalon-sur-Saône, Le Creusot, Mâcon, Auxerre, Nevers).

## Slavní absolventi
- Josef Brož, český aktivistický publicista, novinář a kritik, též překladatel a spisovatel
- Josef Krob, český filozof a profesor na Filozofické fakultě Masarykovy univerzity